# Andrés Justicia
Andrés Justicia (* Guayaquil, 4 de marzo de 1988). es un futbolista ecuatoriano que juega de lateral derecho en el Club Deportivo Cuenca (Ecuador) de la Serie A de Ecuador.

## Clubes
| Club                           | País    | Año         |
| ------------------------------ | ------- | ----------- |
| Barcelona SC                   | Ecuador | 2004-2006   |
| CS Patria (Cedido)             | Ecuador | 2006        |
| Técnico Universitario (Cedido) | Ecuador | 2007        |
| Barcelona SC                   | Ecuador | 2007-2009   |
| Deportivo Quevedo (Cedido)     | Ecuador | 2009        |
| Grecia de Chone                | Ecuador | 2010        |
| Venecia                        | Ecuador | 2011        |
| U.T.C                          | Ecuador | 2011-2012   |
| Manta FC                       | Ecuador | 2012-2014   |
| U.T.C                          | Ecuador | 2014        |
| Deportivo Quito                | Ecuador | 2015 - 2016 |
| Club Deportivo Cuenca          | Ecuador | 2017        |

## Deportivo Cuenca
El lateral derecho Andrés Justicia llegó a Deportivo Cuenca para la temporada 2017. Con la escuadra morlaca disputaría la Copa Sudamericana.